# Wuping

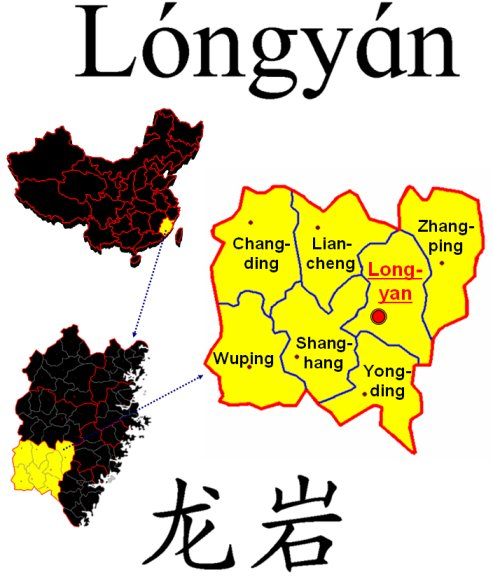
Gliederung der bezirksfreien Stadt Longyan

Wuping (chinesisch 武平县, Pinyin Wǔpíng Xiàn) ist ein chinesischer Kreis der bezirksfreien Stadt Longyan in der Provinz Fujian. Er hat eine Fläche von 2.637 km² und zählt 278.238 Einwohner (Stand: 2020). Sein Hauptort ist die Großgemeinde Pingchuan (平川镇).

## Administrative Gliederung
Auf Gemeindeebene setzt sich der Kreis aus sechs Großgemeinden und elf Gemeinden zusammen. 